# فرانسيسكو هنريكيز ذ كارفاخال
فرانسيسكو هنريكيز ذ كارفاخال (بالإسبانية: Francisco Henríquez y Carvajal) (و. 1859 – 1935 م) هو سياسي، ومحام من .